# Hikaru Naomoto
Hikaru Naomoto (født 3. marts 1994) er en japansk fodboldspiller. Hun har tidligere spillet for Japans kvindefodboldlandshold.

## Japans fodboldlandshold
| Japans landshold | Japans landshold | Japans landshold |
| År               | Kmp              | Mål              |
| ---------------- | ---------------- | ---------------- |
| 2014             | 6                | 0                |
| 2015             | 2                | 0                |
| 2016             | 0                | 0                |
| 2017             | 7                | 0                |
| 2018             | 3                | 0                |
| Total            | 18               | 0                |